# Orlat
Orlat est une commune roumaine situé dans le județ de Sibiu, Transylvanie, à 17 km à l'ouest de Sibiu, dans le pays des Saxons de Transylvanie.

## Histoire
Orlat est une des plus vieilles localités dans le pays des Saxons de Transylvanie. Le 1er Régiment de garde frontière fondé par décret impérial par Marie-Thérèse d'Autriche le 15 avril 1762 a été localisé à Orlat.

## Démographie
Lors du recensement de 2011, 96,09 % de la population se déclarent roumains, 1,31 % comme roms (1,93 % ne déclarent pas d'appartenance ethnique et 0,65 % déclarent appartenir à une autre ethnie).

## Politique
| Parti | Parti                        | Sièges |
| ----- | ---------------------------- | ------ |
|       | Parti national libéral (PNL) | 7      |
|       | Parti social-démocrate (PSD) | 3      |
|       | Indépendants                 | 2      |
|       | Parti vert (PV)              | 1      |

## Tourisme
Les principales attraction touristique de Orlat sont les remparts de terre, vestiges d’une cité de la période néolithique, la cité Salgo érigée sur la colline Zid. Et surplombant la rivière, le Siège du Commandement du Ier Régiment des garde frontières datant de 1763.

## Personnalité locale
- Dorin Beu, double champion de sarmale lors du Festival international des sarmale à Praid.